# Ідатту I
Ідатту I — цар стародавнього Еламу з династії Сімашкі, що правив приблизно в 1980/1970-1945 до н. е.. Висувається теорія, що його сліду нумерувати як Ідатту II.
Ідатту відомий з еламського царського списку. Вважають, що він ідентичний царю Індатту-Іншушінаку, від якого збереглася справжній напис на акадській мові. У цьому написі він носить титул ішшаккума Іншушінаку (енсі Суз), шакканаккум (управитель) Еламу; титулу правитель Сімашкі його напис не згадує. Він названий сином якогось Пепі і «сином сестри» (по-еламських ruhu-sak) Хутрантемпті. Уже при своєму дядькові (?) Кіндатту він був, таким чином, правителем Суз і управителем Еламу. За іншою версією успадкував трон після Хутран-темпті, але Кіндатту став його співправителем, а потім відсунув від реальної влади.
У ті часи він розгорнув в Сузах жваве будівництво: велів відновити зруйновані укріплення, побудувати нову стіну, надбудувати цеглою храм Іншушінака. Цьому святилищу він пожертвував також басейн з вапняку з даним написом, що збереглася до наших днів.
Коли Індатту-Іншушінак зайняв трон, він призначив свого сина Тан-Рухуратера (відповідно до традиції) правителем Суз. Одружив його також на Мекубі — донці правителя Ешнунни Білалами.
| Династія Сімашкі | Династія Сімашкі | Династія Сімашкі | Попередник: Кіндатту | цар Еламу середина XX століття до н. е. | Наступник: Тан-Рухуратер |